# Wacław Jeż
Wacław Stanisław Jeż (ur. 1933, zm. 21 października 2020) – polski położnik i ginekolog, dr hab.

## Życiorys
9 czerwca 1965 obronił pracę doktorską Życie i dzieło Aleksandra Rosnera, 11 maja 2000 habilitował się na podstawie pracy zatytułowanej Kobiety z zespołem Turnera, pomiar jakości życia, próba zastosowania pomocy. Pracował w Katedrze i Oddziale Klinicznym Położnictwa i Ginekologii na Wydziale Lekarskim w Zabrzu Śląskiej Akademii Medycznej w Katowicach.
Zmarł 21 października 2020.